# Koeweit op de Olympische Zomerspelen 2024
Koeweit nam deel aan de Olympische Zomerspelen 2024 in Parijs, Frankrijk.

## Aantal deelnemers
Hieronder volgt een overzicht van de atleten die zich kwalificeerden voor de Olympische Zomerspelen van 2024.
| Sport       | Mannen | Vrouwen | Totaal |
| ----------- | ------ | ------- | ------ |
| Schermen    | 1      | 1       | 2      |
| Roeien      | 1      | 0       | 1      |
| Schermen    | 1      | 0       | 1      |
| Schietsport | 2      | 0       | 2      |
| Zeilen      | 0      | 1       | 1      |
| Zwemmen     | 1      | 0       | 1      |
| Totaal      | 5      | 4       | 9      |

## Deelnemers en resultaten

### Atletiek

#### Loopnummers
Mannen
| atleet         | onderdeel    | voorronde | voorronde | series | series | herkansingen   | herkansingen   | halve finale   | halve finale   | finale         | finale         |
| atleet         | onderdeel    | tijd      | rang      | tijd   | rang   | tijd           | rang           | tijd           | rang           | tijd           | rang           |
| -------------- | ------------ | --------- | --------- | ------ | ------ | -------------- | -------------- | -------------- | -------------- | -------------- | -------------- |
| Yaqoub Alyouha | 100 m horden | n.v.t.    | n.v.t.    | DNF    | DNF    | niet geplaatst | niet geplaatst | niet geplaatst | niet geplaatst | niet geplaatst | niet geplaatst |

Vrouwen
| atleet        | onderdeel | voorronde | voorronde | series  | series | herkansingen | herkansingen | halve finale   | halve finale   | finale         | finale         |
| atleet        | onderdeel | tijd      | rang      | tijd    | rang   | tijd         | rang         | tijd           | rang           | tijd           | rang           |
| ------------- | --------- | --------- | --------- | ------- | ------ | ------------ | ------------ | -------------- | -------------- | -------------- | -------------- |
| Amal Al-Roumi | 800 m     | n.v.t.    | n.v.t.    | 2.11,35 | 8 H    | 2.12,13      | 8            | niet geplaatst | niet geplaatst | niet geplaatst | niet geplaatst |

### Schermen
Mannen
| atleet            | onderdeel | eerste ronde         | tweede ronde         | derde ronde          | kwartfinale          | halve finale         | finale / BM          | finale / BM    |
| atleet            | onderdeel | tegenstander uitslag | tegenstander uitslag | tegenstander uitslag | tegenstander uitslag | tegenstander uitslag | tegenstander uitslag | rang           |
| ----------------- | --------- | -------------------- | -------------------- | -------------------- | -------------------- | -------------------- | -------------------- | -------------- |
| Yousef Al-Shamlan | sabel     | bye                  | Szabo V 6 - 15       | niet geplaatst       | niet geplaatst       | niet geplaatst       | niet geplaatst       | niet geplaatst |

### Roeien
Vrouwen
| atleet         | onderdeel | series  | series | herkansingen | herkansingen | kwartfinale | kwartfinale | halve finale | halve finale | finale  | finale |
| atleet         | onderdeel | tijd    | rang   | tijd         | rang         | tijd        | rang        | tijd         | rang         | tijd    | rang   |
| -------------- | --------- | ------- | ------ | ------------ | ------------ | ----------- | ----------- | ------------ | ------------ | ------- | ------ |
| Suad Al-Faqaan | skiff     | 8.16,32 | 4 H    | 8.28,89      | 4 HE/F       | n.v.t.      | n.v.t.      | 9.01,78      | 3 FE         | 8.05,18 | 29     |

Legenda: FA=finale A (medailles); FB=finale B (geen medailles); FC=finale C (geen medailles); FD=finale D (geen medailles); FE=finale E (geen medailles); FF=finale F (geen medailles); HA/B=halve finale A/B; HC/D=halve finale C/D; HE/F=halve finale E/F; KF=kwartfinale; H=herkansing

### Schietsport
Mannen
| atleet              | onderdeel | kwalificaties | kwalificaties | finale         | finale         |
| atleet              | onderdeel | punten        | rang          | punten         | rang           |
| ------------------- | --------- | ------------- | ------------- | -------------- | -------------- |
| Mohammed Al-Daihani | skeet     | 120           | 13            | niet geplaatst | niet geplaatst |
| Khaled Al-Mudhaf    | trap      | 120           | 17            | niet geplaatst | niet geplaatst |

### Zeilen
Vrouwen
| atlete      | onderdeel | race | race | race | race | race | race | race | race | race | race        | race   | race   | race           | netto punten | eindnotering |
| atlete      | onderdeel | 1    | 2    | 3    | 4    | 5    | 6    | 7    | 8    | 9    | 10          | 11     | 12     | M              | netto punten | eindnotering |
| ----------- | --------- | ---- | ---- | ---- | ---- | ---- | ---- | ---- | ---- | ---- | ----------- | ------ | ------ | -------------- | ------------ | ------------ |
| Ameena Shah | ILCA 6    | 43   | 43   | 42   | 43   | 43   | 43   | 34   | 42   | 30   | geannuleerd | n.v.t. | n.v.t. | niet geplaatst | 320          | 42           |

### Zwemmen
Mannen
| atleet         | onderdeel        | series | series | halve finale   | halve finale   | finale         | finale         |
| atleet         | onderdeel        | tijd   | rang   | tijd           | rang           | tijd           | rang           |
| -------------- | ---------------- | ------ | ------ | -------------- | -------------- | -------------- | -------------- |
| Mohamad Zubaid | 100 m vrije slag | 52,35  | 63     | niet geplaatst | niet geplaatst | niet geplaatst | niet geplaatst |

Vrouwen
| atlete      | onderdeel       | series  | series | halve finale   | halve finale   | finale         | finale         |
| atlete      | onderdeel       | tijd    | rang   | tijd           | rang           | tijd           | rang           |
| ----------- | --------------- | ------- | ------ | -------------- | -------------- | -------------- | -------------- |
| Lara Dashti | 50 m vrije slag | 1.15,67 | 37     | niet geplaatst | niet geplaatst | niet geplaatst | niet geplaatst |